# Belly (rapper)
Ahmad Balshe, beter bekend als Belly, werd geboren op 7 april 1984 in Jenin, een stad op de Westelijke Jordaanoever in Palestina. Op jonge leeftijd emigreerde hij met zijn familie naar Canada, waar hij opgroeide in Ottawa, Ontario.  Balshe groeide op in een multiculturele omgeving en werd op jonge leeftijd beïnvloed door muziek, met name hiphop. Hij begon in zijn tienerjaren met het schrijven van teksten en produceren van beats, en raakte geïnspireerd door artiesten als Tupac Shakur, Nas en The Notorious B.I.G..
Als immigrant in Canada groeide Belly op met een dubbel bewustzijn: enerzijds was hij bezig met integreren in de westerse samenleving, anderzijds voelde hij een diepe verbondenheid met zijn Palestijnse roots en de politieke situatie in zijn geboorteland. Dit thema keert regelmatig terug in zijn muziek. 

## Beginjaren en onafhankelijk succes (2005-2010)
Belly begon zijn carrière in de Canadese underground hiphopscene en kreeg bekendheid door zijn vroege mixtapes. Zijn debuutalbum, "The Revolution" (2007), was een politiek geladen project met maatschappelijke thema’s, waaronder oorlog, armoede en ongelijkheid.
Het album bevatte samenwerkingen met Kurupt, Nina Sky en Mario Winans en leverde hem een Juno Award voor Rap Recording of the Year op. Het succes van dit album hielp hem naam te maken in de industrie.
Na zijn debuut bracht Belly meerdere mixtapes uit, waaronder "Sleepless Nights 1.5" (2009) en "DJ Drama Presents: The Greatest Dream I Never Had" (2011), waarmee hij zijn fanbase verder uitbreidde. 

## Samenwerking met XO en opkomst in de VS (2015-2017)
In 2015 tekende Belly een contract bij XO, het label van de Canadees-Ethiopische artiest The Weeknd. Dit betekende een belangrijke stap in zijn carrière, aangezien XO een wereldwijd platform bood.
Zijn eerste release onder XO was de mixtape "Up for Days" (2015), met gastoptredens van The Weeknd en Travis Scott. De single "Might Not" (met The Weeknd) werd een hit en haalde de Billboard Hot 100. Na het succes van "Up for Days" tekende Belly in 2016 bij Roc Nation, het label van Jay-Z, waarmee hij zich verder vestigde in de Amerikaanse muziekindustrie. In 2017 bracht hij de mixtape "Mumble Rap" uit, geproduceerd door Boi-1da. Dit project had een meer agressieve en traditionele hiphopstijl en werd goed ontvangen door critici.

## Activisme & controverses

### Protest tegen Donald Trump
In 2016 zou Belly samen met The Weeknd optreden bij Jimmy Kimmel Live!. Dit werd echter op het laatste moment geannuleerd, omdat ze weigerden op te treden op dezelfde avond dat Donald Trump te gast was. Belly gaf later aan dat hij niet wilde dat zijn naam werd geassocieerd met iemand die zich negatief uitliet over immigranten en moslims.
Ten tijde van het presidentschap van Donald Trump bracht Belly Immigrant uit, een album waarin hij kritiek uit op de manier waarop immigranten werden behandeld, vooral in de Verenigde Staten. Hij heeft openlijk gesproken over discriminatie, islamofobie en de belemmeringen waarmee immigranten in Noord-Amerika worden geconfronteerd.
Belly heeft ook steun uitgesproken voor vluchtelingen en gemeenschappen die strijden tegen onderdrukking. Hij heeft in interviews benadrukt hoe moeilijk het was om als kind van migranten in een nieuwe samenleving te integreren en hoe dit hem heeft gevormd als mens en als artiest.

#### Steun voor Palestina
Belly heeft herhaaldelijk zijn steun uitgesproken voor Palestina en de rechten van Palestijnen. Hij heeft kritiek geuit op mensenrechtenschendingen en de situatie in zijn geboorteland via sociale media en in zijn muziek. Hoewel hij niet altijd politiek expliciet is in zijn teksten, zijn er subtiele verwijzingen naar onderdrukking en het zoeken naar gerechtigheid. 
Zijn Palestijnse afkomst en migratie-ervaringen hebben niet alleen invloed gehad op zijn teksten, maar ook op zijn visie als kunstenaar. In verschillende interviews heeft hij aangegeven dat hij zijn platform wil gebruiken om bewustzijn te creëren over de uitdagingen die vluchtelingen en migranten wereldwijd ondervinden.

##### Album: 96 Miles from Bethlehem
In 2024 bracht Belly het album 96 Miles from Bethlehem uit, een project dat diepgeworteld is in zijn Palestijnse afkomst, de bezetting van zijn geboorteland en de humanitaire crisis in Gaza. De titel van het album verwijst naar de afstand tussen Jenin, de stad waar hij geboren werd, en Bethlehem, een van de meest historische en symbolische steden in Palestina. Met dit project zet Belly zich expliciet af tegen de onderdrukking, onrechtvaardigheid en het geweld waar Palestijnen dagelijks mee te maken hebben.
Het album bevat krachtige teksten die de impact van de Israëlische bezetting beschrijven en de strijd, pijn en veerkracht van de Palestijnse bevolking laten horen. In verschillende nummers verwijst Belly naar de kolonisatie van Palestijns grondgebied, de sloop van huizen, de onderdrukking door Israëlische autoriteiten en de manier waarop Palestijnen wereldwijd worden behandeld.
Een van de centrale thema’s in 96 Miles from Bethlehem is de Israëlische bezetting en de militaire controle over Palestina. Belly brengt niet alleen zijn persoonlijke connectie met deze situatie naar voren, maar ook de bredere impact die deze bezetting heeft op Palestijnen, zowel in de diaspora als in hun thuisland.
Met name de genocide in Gaza krijgt een prominente plaats op het album. De Israëlische bombardementen, de belegering van Gaza en het lijden van de burgerbevolking worden in scherpe bewoordingen beschreven. Belly kaart de schaarste aan voedsel, medische zorg en basisvoorzieningen aan en bekritiseert de internationale gemeenschap voor het gebrek aan ingrijpen.